# 1060.
◄ | 10. stoljeće | 11. stoljeće | 12. stoljeće | ►
◄ | 1030-ih | 1040-ih | 1050-ih | 1060-ih | 1070-ih | 1080-ih | 1090-ih | ►
◄◄ | ◄ | 1057. | 1058. | 1059. | 1060. | 1061. | 1062. | 1063. | ► | ►►
Arhitektura • Astronomija • Knjige • Književnost • Kršćanstvo • Medicina • Pravo • Promet • Znanost

## Događaji
- Održan Splitski crkveni sabor na kojem se odlučivalo o tome da svećenici moraju znati latinski jezik u pismu i govoru, no nije ukinuta služba na staroslavenskome jeziku.

## Rođenja
- Oton Bamberški, njemački katolički biskup i svetac († 1139.)

## Smrti
- Henrik I., kralj Francuske (* 1008.)

## Vanjske poveznice
|  | Zajednički poslužitelj ima još gradiva o temi 1060. |